# Ryan Malone (Fußballspieler)
Ryan Patrick Malone (* 11. August 1992 in Chicopee, Massachusetts) ist ein US-amerikanischer Fußballspieler. Der Rechtsfüßer ist sowohl defensiv als auch offensiv, als Verteidiger und Mittelfeldspieler, einsetzbar. 

## Werdegang
Malone erlernte das Fußballspielen an der Chicopee Comprehensive High School in Massachusetts. Er wurde in seiner ersten Saison 2010/11 am Springfield College zum „NEWMAC Rookie of the Year“ ernannt. In der Spielzeit 2013/14 erzielte er 13 Tore in 19 Spielen und gab vier Torvorlagen; dies führte zu drei Allstar-Team-Nennungen. In der Saison 2014/15 erzielte er sechs Tore und insgesamt 12 Scorerpunkte, wurde in drei verschiedene Allstar-Teams berufen, zum Verteidiger des Jahres der 3. Division gewählt und erhielt einen Profivertrag beim deutschen Drittligisten 1. FC Magdeburg.
Sein Profidebüt absolvierte Malone am 15. September 2015 beim 3:0-Sieg gegen den VfL Osnabrück. Drei Kurzeinsätze später folgte am 24. Oktober 2015 das Startelfdebüt gegen den SV Wehen Wiesbaden. Malones Siegtreffer in dieser Partie war gleichzeitig sein erstes Tor als Profi. Am 16. Spieltag der 3. Liga-Saison am 7. November 2015 im Spiel gegen Preußen Münster, wurde Malone am Knie verletzt und fiel daraufhin fast sechs Monate aus. Erst am Ende der Spielzeit kam er noch zu drei Kurzeinsätzen, woraufhin der Vertrag des Fanlieblings nicht mehr verlängert wurde.
In Saison 2016/17 bestritt der für seine weiten Einwürfe bekannte Amerikaner in die viertklassige Regionalliga Südwest bei den Stuttgarter Kickers 26 Spiele und erzielte hierbei vier Tore. Mit den Stuttgartern erreichte er zudem das Finale im Landespokal. Mit zwei Toren in fünf Spielen hatte er seinen Anteil am Einzug ins Endspiel, in jenem er allerdings ohne Einsatz blieb und welches schlussendlich gegen die Sportfreunde Dorfmerkingen verloren wurde.  
Zur Saison 2017/18 wechselte Malone in die Regionalliga Nordost zum 1. FC Lokomotive Leipzig. Er erhielt einen Vertrag mit einer Laufzeit bis zum 30. Juni 2019. Er kam in seiner ersten Saison auf 30 Ligaeinsätze, in denen er 10 Tore erzielte. In der im Saisonverlauf für Leipzig enttäuschenden folgenden Spielzeit 2018/19 war Malone mit 9 Toren (4 Elfmeter) nach Matthias Steinborn wieder einer der erfolgreichsten Torschützen des sächsischen Vereins. Damit war der nominell als defensiver Mittelfeldspieler agierende Amerikaner auch einer der torgefährlichsten Spieler der Liga auf dieser Position. Trotzdem kam es mit dem auch bei den Fans des Traditionsvereins beliebten Spieler zu keiner Vertragsverlängerung.
Ab Saison 2019/20 spielte Malone in der Regionalliga Nord beim VfB Lübeck. Er unterschrieb einen Vertrag mit einer Laufzeit bis zum 30. Juni 2021. Malone kam unter dem Cheftrainer Rolf Martin Landerl in 23 Ligaspielen (20-mal von Beginn) zum Einsatz und erzielte 2 Tore. Zudem trat er auch erstmals im DFB-Pokal in Erscheinung, schied hier aber bereits in der 1. Hauptrunde nach Elfmeterschießen gegen den FC St. Pauli aus. Nach 25 Ligaspielen des VfB, der zu diesem Zeitpunkt auf dem 1. Platz in der Tabelle stand, wurde die Saison im März aufgrund der COVID-19-Pandemie unterbrochen. Nachdem der Abbruch beschlossen worden war, wurde der VfB Lübeck zum Meister und Aufsteiger in die 3. Liga erklärt, da die Nord-Staffel in diesem Jahr den Direktaufsteiger stellte. In der Saison 2020/21 kam Malone auf 23 Drittligaeinsätze (20-mal von Beginn), in denen er 2 Tore erzielte. Der VfB Lübeck stieg wieder in die Regionalliga Nord ab, woraufhin er den Verein mit seinem Vertragsende verließ.
Zur Saison 2021/22 schloss sich Malone in der 2. Bundesliga dem Aufsteiger Hansa Rostock an, bei dem er einen Einjahresvertrag mit der Option auf eine weitere Spielzeit unterschrieb. Selbige Option bestätigten Verein und Malone nach gesichertem Klassenerhalt; der Verbleib bei der Kogge bis 2023 erhielt im Mai 2022 seine Gültigkeit. Am 2. Spieltag der Saison 2022/23 wurde Malone vom Fachmagazin Kicker zum „Spieler des Spieltages“ gekürt. Nachdem er im Spiel gegen den Hamburger SV mit einer Zweikampfquote von 88 % gewonnenen Zweikämpfen und einer Passquote von 75 % ankommenden Pässen, eine bemerkenswerte Leistung bot. Am Ende der Saison gab er bekannt, seinen Vertrag bei Hansa Rostock nicht mehr zu verlängern. In Rostock bestritt Malone zusammen 53 Zweitligaspiele (ein Tor) und drei DFB-Pokalspiele. Hierbei erreichte er mit der Kogge in Saison 2021/22 das Achtelfinale. Er schloss sich nun dem FC Ingolstadt 04 an, welcher in der 3. Liga spielberechtigt war.
In Ingolstadt gab er am 1. Spieltag der Saison 2023/24 sein Startelfdebüt und bestritt bis zum Saisonende 2024/25 insgesamt 56 Ligaspiele für die Schanzer. Zur Saison 2025/26 wechselt er zum FC Erzgebirge Aue.

## Erfolge
- Aufstieg in die 3. Liga: 2020 (VfB Lübeck)
- Meister der Regionalliga Nord: 2020 (VfB Lübeck)
- Bayerischer Landespokal: 2024 (FC Ingolstadt)